# Tobrilus parvipapillatus
Tobrilus parvipapillatus is een rondwormensoort uit de familie van de Tobrilidae. De wetenschappelijke naam van de soort is voor het eerst geldig gepubliceerd in 1932 door Kreis.